# فاكروشي (كيروف)
فاكروشي (بالروسية: Вахруши) هي مدينة في مقاطعة كيروف أوبلاست في روسيا.
يبلغ عدد سكانها حوالي 10030   نسمة.